# Ácido calconcarboxílico
Ácido calconcarboxílico,  ácido 2-hidróxi-1-(2-hidróxi-4-sulfo-1-naftilazo)-3-naftóico ou ácido 3-hidróxi-4-(2-hidróxi-4-sulfo-1-naftilazo)naftaleno-2-carboxílico, Cal-Red®, ou ainda reagente de Patton e Reeder é um indicador complexométrico, que possui fórmula química C21H14N2O7S,  usado para determinação de cálcio e detecção de magnésio.